# Geprägter Splintholzkäfer
|                       |                       |
| Abb. 1: von oben      | Abb. 2: Vorderansicht |
|                       |                       |
| Abb. 3: Seitenansicht | Abb. 4: Unterseite    |

Der Geprägte Splintholzkäfer (Trogoxylon impressum), auch Punktierter Splintholzkäfer oder wegen der Form des Eindrucks auf dem Halsschild Y-Splintholzkäfer genannt, ist ein Käfer aus der Familie der Bohrkäfer (Bostrichidae) und der Unterfamilie der Splintholzkäfer (Lyctinae). Das mattbraune Tier wird bis zu 5,5 Millimeter lang. Die Art kommt in Mitteleuropa nur sehr selten vor und ist auf warme Gegenden beschränkt, wo sie beispielsweise im Holz der Weinrebe lebt.
Die Art wurde durch Comolli 1837 unter dem Namen Lyctus impressus erstmals beschrieben. Der Artname impressus (lat. eingedrückt, mit Eindrücken versehen) bezieht sich auf den Y-förmigen Eindruck auf dem Halsschild. 1862 wurde die Gattung Trogoxylon von Lyctus abgetrennt. Der Gattungsname Trogoxylon (von altgr. τρώγω trógo, ich benage und ξύλον xýlon Holz) spielt darauf an, dass die Käfer Gänge ins Holz nagen. Die Gattung Trogoxylon ist in Europa mit nur zwei Arten vertreten, weltweit mit fünfzehn Arten.

## Beschreibung
Der Körper ist lang, flach und schmal.
Der Kopf ist breiter als lang, hinter den Augen verschmälert er sich. Die Augen treten seitlich fast halbkugelförmig hervor. Die Stirn ist über den Augen in einen kleinen Zahn ausgezogen. Die Fühler sind unter den Stirnhöckern eingefügt. Sie haben elf Glieder, die beiden letzten Glieder bilden eine abgeplattete Keule und sind etwa gleich groß. Die Mundwerkzeuge zeigen nach vorn. Die Oberlippe ist in der Mitte gebuchtet und an den Seiten lappig nach vorn gezogen. Ihr Vorderrand ist behaart. Die Oberkiefer sind breit und zugespitzt, ihr Innenrand ist zweizähnig.
Der Halsschild ist etwas länger als breit. Die Seiten des Halsschildes sind nicht gezähnelt, fast parallel und hinten kaum schmäler als vorn. Auf der Scheibe hat der Halsschild einen Eindruck in Form eines Y.
Die Flügeldecken sind zusammen etwas breiter als der Halsschild, verschmälern sich nach hinten kaum und sind zusammen am Ende halbkreisförmig abgerundet. Sie klaffen hinten leicht auseinander. Sie sind undeutlich und verworren punktiert und fein behaart, die Behaarung bildet keine Reihen.
Auf der Unterseite sind 5 Hinterleibssegmente (Sternite) sichtbar, das erste Segment ist so lang wie die beiden folgenden zusammen (Bild 4). Die Hüften sind zapfenförmig vorstehend. Die Beine haben alle fünfgliedrige Tarsen. Die Tarsenglieder sind schlank, das 1. Glied ist deutlich kleiner als die folgenden, das Klauenglied ist nicht verdickt. Die Weibchen haben eine lange dünne Legeröhre mit zweigliedrigem Vaginaltaster, mit dem die Eier in Holzspalten abgelegt werden können.

## Biologie
Die wärmeliebende Art gehört zur Gilde der Altholzbesiedler.
Im Freien findet man den Käfer im Splintholz von Feige und Rebenholz, Pappelholz, im Wurzelwerk vom Sturm gefällter Eichen und Obstbaumarten. Mit Sperrholz und Furnieren gelangt die Art in Schreinereien und Wohnungen. Ausnahmsweise tritt er auch in verarbeitetem Holz, beispielsweise Möbeln und in Parkettböden auf. Aus Bozen ist ein Befall von Eichenparkett bekannt, bei dem nach jahrelangen Befall einzelne Parketthölzer völlig zerstört waren, so dass sie mit der Hand zerbrochen werden konnten.
Die Larven des Käfers werden von dem Buntkäfer Tarsostenus univittatus gejagt.

## Verbreitung
Der Käfer kommt rund um das Mittelmeer sowie in Syrien und Südsibirien (südpaläarktisch) vor. Er ist thermophil. Neuere Funde lassen den Schluss zu, dass er inzwischen auch in Südwestdeutschland heimisch ist. In Baden-Württemberg wurde er im Juni, Juli und Oktober in Höhen zwischen 170 und 430 m gefunden. Außerdem wurde er aus mehreren anderen Ländern gemeldet, in die er eingeschleppt und in denen er teilweise heimisch wurde. In Israel wurde die Art in Mangokulturen gefunden. Auch aus Australien, Argentinien und USA liegen Fundmeldungen vor.